# Condado de Taitung
Taitung (mandarín pīnyīn: Táidōng Xiàn; Hokkien POJ: Tâi-tang-koān; Hakka PFS: Thòi-tûng-yen; Paiwan: Valangaw) es el tercer condado más grande de Taiwán, localizado en la costa oriental de la isla.

## Nombre
Mientras su nombre significa "Taiwán Oriental", es también conocido como "Houshan" (en chino tradicional, 後山; pinyin, hòushān; pe̍h-ōe-jī, āu-soaⁿ) por muchos de los lugareños, significando "detrás de las montañas" o las "montañas posteriores".

## Historia

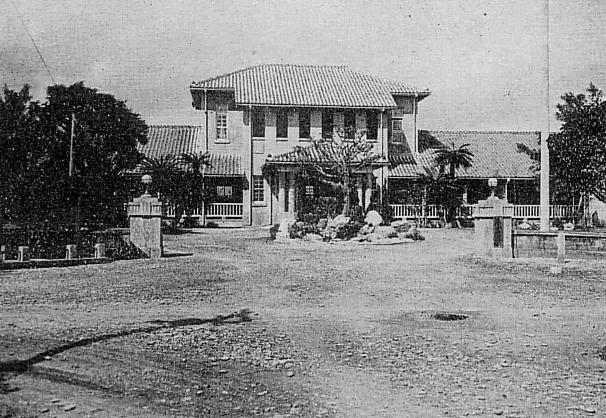
Edificio de gobierno de la prefectura de Taitō.

### Dinastía Qing
En 1887, la nueva provincia de Fujian-Taiwán incluyó a la prefectura de Taitung como una de cuatro prefecturas.

### Dominio japonés
Durante la ocupación japonesa de Taiwán, el condado de Taitung se administró como prefectura de Taitō.

### Posguerra
Después de la entrega de Taiwán de Japón a la República de China el 25 de octubre de 1945, Taitung se estableció como condado de la provincia de Taiwán el 25 de diciembre del mismo año.

## Geografía
Taitung corre a lo largo de la costa sureste de Taiwán. El condado de Taitung, que controla 3.515 km² es el tercer condado más grande de Taiwán después de los condados de Hualien y Nantou. La costa del condado de Taitung continental tiene una longitud de 166 km. El valle de Huatung corre a lo largo de la mitad norte del condado. Taitung actualmente tiene una población de 234,123.
Debido en parte a su ubicación remota y al aislamiento de las montañas de los principales centros de población de Taiwán, Taitung fue la última parte de la isla en ser colonizada por inmigrantes chinos Han (finales del siglo XIX). A lo largo del siglo XX, Taitung siguió siendo un remanso económico. Hoy en día, escasamente poblado, este aislamiento puede haber sido una bendición disfrazada, ya que Taitung escapó principalmente de la urbanización y la contaminación que han afectado a gran parte de las zonas bajas de la isla.
Además del territorio que ocupa en la isla de Taiwán, el condado incluye dos islas principales, la isla Verde y la isla Orquídea. En la isla Verde se levantó una colonia penal de infame recuerdo, utilizada para recluir a los presos políticos durante el período del "Terror Blanco" del gobierno nacionalista chino (KMT) (desde 1947 hasta el final de la ley marcial en 1987). La isla Orquídea, poblada por el pueblo tao (aborígenes taiwaneses estrechamente relacionados con las gentes del norte de Filipinas), se ha convertido en una importante atracción turística a pesar del uso controvertido de parte de la isla por parte de la Taiwan Power Company como un vertedero de desechos nucleares operado por el gobierno.

### Divisiones administrativas
El condado de Taitung está dividido en 1 ciudad, 2 municipios urbanos, 8 municipios rurales y 5 municipios indígenas de montaña. El condado de Taitung tiene el segundo mayor número de municipios indígenas de montaña en Taiwán después del condado de Pingtung. La sede de condado se encuentra en la ciudad de Taitung, donde se encuentra el Gobierno del Condado de Taitung y el Consejo del Condado de Taitung. El actual magistrado del condado de Taitung es Justin Huang del Kuomintang.
| Tipo                        | Nombre           | Chino    | Taiwanés    | Hakka           | Formosano                       | Japonés y otros |
| --------------------------- | ---------------- | -------- | ----------- | --------------- | ------------------------------- | --------------- |
| Ciudad                      | Taitung (ciudad) | 臺東市   | Tâi-tang    | Thòi-tûng       | PusungAmis, Paiwan, Puyuma      |                 |
| Municipios urbanos          | Chenggong        | 成功鎮   | Sêng-kong   | Sṳ̀n-kûng        | MadawdawAmis                    |                 |
| Municipios urbanos          | Guanshan         | 關山鎮   | Koan-san    | Kûan-sân        | KinalaunganBunun                |                 |
| Municipios rurales          | Beinan           | 卑南鄉   | Pi-lâm      | Pî-nàm          | PuyumaAmis, Puyuma, PinangRukai |                 |
| Municipios rurales          | Changbin         | 長濱鄉   | Tn̂G-alfiler | Tshòng-pîn      | KakacawanAmis                   | Nagahama (長浜) |
| Municipios rurales          | Chishang         | 池上鄉   | Tî-siōng    | Tshṳ̀-song       |                                 | Ikegami (池上)  |
| Municipios rurales          | Dawu             | 大武鄉   | Tāi-bú      | Tailandés-vú    | PalangoePaiwan                  |                 |
| Municipios rurales          | Donghe           | 東河鄉   | Tong-hô     | Tûng-hò         | FafukodAmis                     |                 |
| Municipios rurales          | Lüdao            | 綠島鄉   | Le̍k-tó      | Liu̍k-tó         | SanasayAmis, JitanaseyYami      | Isla Verde      |
| Municipios rurales          | Luye             | 鹿野鄉   | Lo̍k-iá      | Lu̍k-yâ          |                                 | Shikano (鹿野)  |
| Municipios rurales          | Taimali          | 太麻里鄉 | Thài-mâ-lí  | Tailandés-mà-lî | TjavualjiAmis, Paiwan           |                 |
| Mountainindigenoustownships | Daren            | 達仁鄉   | Ta̍t-jîn     | Tha̍t-yìn        | TadrenPaiwan                    |                 |
| Mountainindigenoustownships | Haiduan          | 海端鄉   | Hái-toaⁿ    | Hói-tôn         | HaitutuanBunun                  |                 |
| Mountainindigenoustownships | Jinfeng          | 金峰鄉   | Kim-hong    | Kîm-fûng        | KinzangPaiwan                   |                 |
| Mountainindigenoustownships | Lanyu            | 蘭嶼鄉   | Lân-sū      | Làn-yí          | Ponso No TaoYami                | Isla Orquídea   |
| Mountainindigenoustownships | Yanping          | 延平鄉   | Iân-pêng    | Yèn-phìn        | InpiingBunun                    |                 |

Los colores indican el estado de lenguas común de Hakka y lenguas formosanas dentro de cada división.